# Seabrook (Texas)
Seabrook is een plaats (city) in de Amerikaanse staat Texas, en valt bestuurlijk gezien onder Chambers County en Galveston County en Harris County.

## Demografie
Bij de volkstelling in 2000 werd het aantal inwoners vastgesteld op 9443.
In 2006 is het aantal inwoners door het United States Census Bureau geschat op 11.182, een stijging van 1739 (18.4%).

## Geografie
Volgens het United States Census Bureau beslaat de plaats een oppervlakte van
55,7 km², waarvan 14,8 km² land en 40,9 km² water.

## Plaatsen in de nabije omgeving
De onderstaande figuur toont nabijgelegen plaatsen in een straal van 8 km rond Seabrook.